# Куна (Айдахо)
Ку́на[уточнить] (англ. Kuna) — город в округе Ада, штат Айдахо, США. По оценкам на 2008 год население составляло 13 354 человек.

## История
История Куны берёт начало от конечной станции на железной дороге, идущей от столицы штата Бойсе. Распространено мнение, что термин «Куна» означает «конец пути», однако существует версия и о том, что на языке индейцев шошонов это слово означает «зелёный лист, годный для курения».

## География и климат
Куна расположена в западной части округа Ада, приблизительно в 29 км от Бойсе. Высота центра города составляет 821 м. Площадь города составляет 6,2 км², водная поверхность практически отсутствуют. На юге города располагаются лавовые пещеры. Через город течёт ирригационный канал Индиан-Крик, используемый местными жителями для сплава.
| Климатограмма Куны                                          | Климатограмма Куны | Климатограмма Куны | Климатограмма Куны | Климатограмма Куны | Климатограмма Куны | Климатограмма Куны | Климатограмма Куны | Климатограмма Куны | Климатограмма Куны | Климатограмма Куны | Климатограмма Куны |
| ----------------------------------------------------------- | ------------------ | ------------------ | ------------------ | ------------------ | ------------------ | ------------------ | ------------------ | ------------------ | ------------------ | ------------------ | ------------------ |
| Я                                                           | Ф                  | М                  | А                  | М                  | И                  | И                  | А                  | С                  | О                  | Н                  | Д                  |
| 30.7 4 −5                                                   | 25.4 8 −3          | 32.0 14 0          | 27.4 18 3          | 32.8 23 7          | 17.3 28 11         | 6.6 33 14          | 5.8 33 13          | 12.2 27 8          | 19.0 19 3          | 32.3 10 −2         | 37.3 4 −6          |
| Температура в °C • Сумма осадков в мм Источник: weather.com |                    |                    |                    |                    |                    |                    |                    |                    |                    |                    |                    |

## Население
Согласно оценочным данным за 2008 год, население Куны составляло 13 354 человек. Плотность населения равна 2153,87 чел./км?. Средний возраст населения — 26 лет и 1 месяц. Половой состав населения: 49,1 % — мужчины, 50,9 % — женщины. В 2000 году насчитывалось 1 793 домашних хозяйств и 1 390 семейств. Расовый состав населения по состоянию на 2000 год:
- белые — 94,6 %;
- афроамериканцы — 0,3 %;
- индейцы — 0,7 %;
- азиаты — 0,4 %;
- океанийцы — 0,1 %;
- прочие расы — 1,9 %;
- две и более расы — 2,1 %.

Ниже приведена динамика численности населения города:

## Обычаи
Ежегодно в середине мая проводится фестиваль заповедника Снейк-Ривер (англ.), на котором проводятся лекции и экскурсии о хищных птицах.

## Известные жители
- Бернард Фишер, лётчик